# Leptopelis zebra
Leptopelis zebra és una espècie de granota de la família dels hiperòlids que viu al Camerun i, possiblement també, a la República del Congo, Guinea Equatorial i Gabon.
Està amenaçada d'extinció per la pèrdua del seu hàbitat natural.